# Kbk wz. 1988 タンタル
Kbk wz. 1988 タンタル（ポーランド語: Karabinek wzór. 1988 Tantal）は、ポーランドがAK-74を参考にしながら独自にAKシリーズに改良を加えて生産したアサルトライフルである。

## 開発
1980年頃よりワルシャワ条約機構に属する東欧諸国の間で、AK-74が広まりつつあったことを受け、ポーランドもAK-74のライセンス生産を検討したが、ソビエト連邦の要求するライセンス生産料が高額であったため、5.45×39mm弾に準じた弾薬と、これを使用する小銃を独自に開発する決定を下した。1988年に試作小銃がポーランド軍に承認され、試験部隊にて各種テストを経て1991年に制式小銃として採用、本格量産に入った。独自開発の際の秘匿開発コード名がTantal（元素記号73のレアメタルの名称）であり、本銃の略称として使用されることとなった。

## 構造
wz. 88 タンタルの基本的な作動原理や操作系のレイアウト、各部寸法などはAK-74と殆ど同一であるが、細部の外見と構造にはAK-74とは一線を画する部分も多い。
最大の特徴は、AK系アサルトライフルとしては珍しく3点バースト機構を備えている点である。AKシリーズは連射の際にリコイルで照準がぶれやすく命中精度が低いと指摘されてきたことを踏まえ、自動的に連射を規制すれば相対的に命中精度を向上させ無駄弾を減らせるとの考えに基づくものである。FN CAL、FA-MAS、SIG SG540のバーストコントロール機構を研究し、FN CALのものを参考に独自改良を加えた3点バースト機構を組み込んでいる。
レシーバー左側面には射撃モード（セミオート、フルオート、3点バースト）切り替え用の小型レバーが設置され、グリップを握ったまま右手親指で操作可能となっている。レシーバー右側面にある、AK系におけるセレクターレバーに似た形状のレバーは安全装置（安全位置ではレシーバー防塵カバーを兼ねる）を操作するようになっている。すなわち、操作系が左右側面の2つのレバーに分割されている。安全装置用のレバーの回転軸は一般的なAK系よりも低い位置に移されたため、レバーの形状が独自のものに変更されている。
銃口のマズルブレーキ兼用フラッシュサプレッサーは、ライフルグレネードを装着可能なようにオリジナルのAK-74よりも細長いものに変更されているが、必要に応じてポーランド国産のwz. 74 パラドアンダーバレル式擲弾発射器を装着することも可能である。またライフルグレネードを発射する際の強力なリコイルに耐えられる様に、銃床はドイツ民主共和国（東ドイツ）製のMPi-KMS-72及びMPi-KS74と同型の、金属製右側面折畳式銃床を装備している。レシーバーカバーを後部で固定するボタン（メインスプリングガイドの一部）には小レバーが追加されて固定を確実にしており、ライフルグレネード発射時の衝撃でレシーバーカバーが外れることを防いでいる。
ハンドガードとガスチューブカバーは、AK系では後方のレバーで固定されているのに対し、本銃では前方で固定されている。
暗所で使用する際の補助機能として、前後の照準器には夜光装置が設けられている。

## 運用
wz. 88タンタルは1991年に生産を開始したが、間もなく冷戦が終結し親ソ政権が終焉を迎えたこと、ポーランドが西側諸国への接近を図りNATOへの加盟を目指し始めたことから、1994年にポーランド軍は5.56mm NATO弾を制式弾薬とすることを決定、wz. 88タンタルの生産は停止された。この間に製造された総数は正確には不明だが、2万から2万5千挺であったとされている。ポーランド軍に配備されていたwz. 88タンタルは回収され、軍の倉庫で保管された。後に2004年に5千挺のwz. 88タンタルと、倉庫に保管されていた全ての5.45×39mm弾は、再建イラク軍に売却された。
wz. 88タンタルは、5.56mm NATO弾を使用する新型のKbs wz. 1996 ベリルの開発のベースとなった。

## 派生型

### Skbk wz. 91 オニキス（Subkarabinek wzór. 1991Onyks）
銃身を207mmに短縮化したアサルトカービンで、その外見はAKS-74Uに非常に類似している。リアサイトをレシーバーカバーに付属させず、本来のAKでリアサイトが存在する部分から棒を伸ばしてリアサイトを後方に下げて照準線を確保している。
開発の際の秘匿開発コード名は Onyks と名付けられ、1991年に試作小銃がポーランド軍に承認され、試験部隊にて各種テストが行われたが、マズルコンペンセイターの効果が充分ではないと指摘され、制式採用はされなかった。

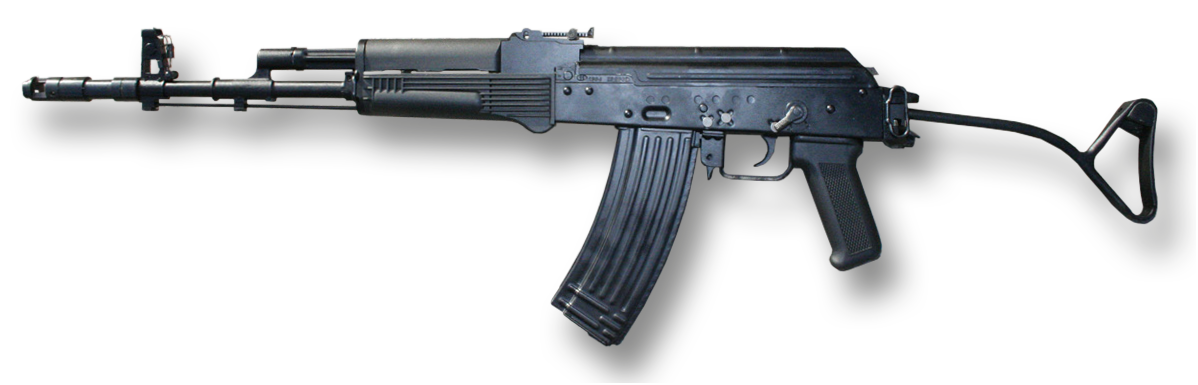
wz. 88 タンタル。グリップ付近から突き出ているのがセレクターレバー。
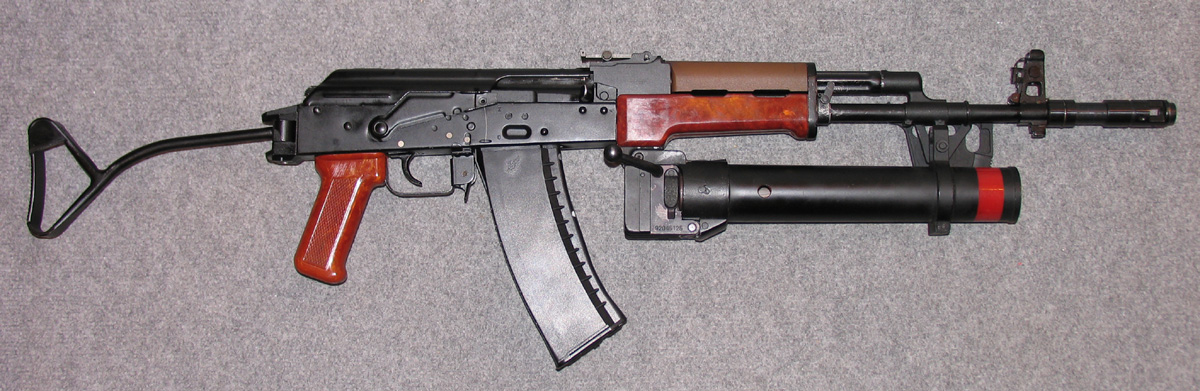
wz. 74 パラド グレネードランチャーを装備したwz. 88 タンタル。
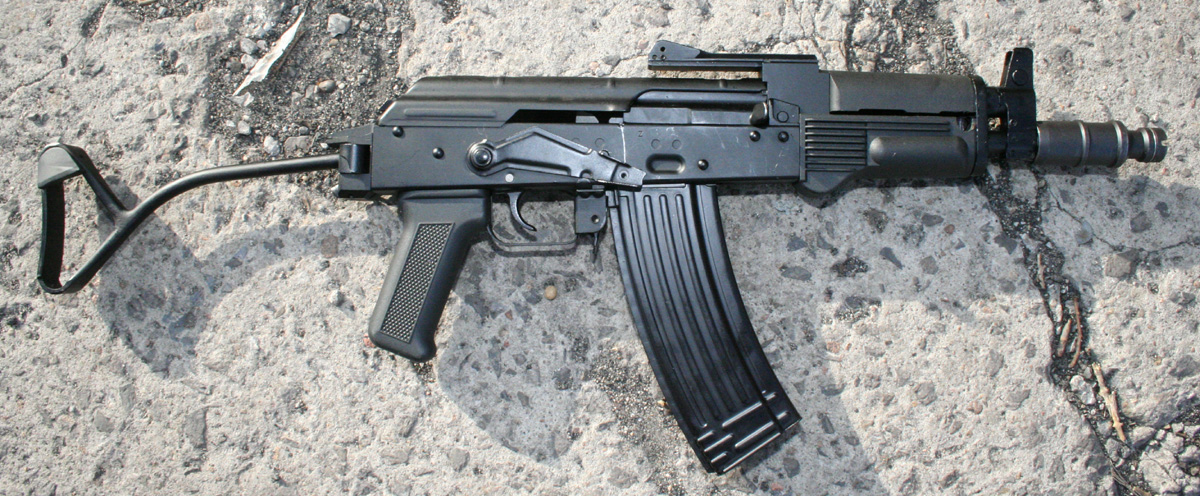
Skbk wz. 91 オニキス。